# Розенбергс, Андрей
Андрей Карлович Розенбергс (латыш. Andrejs Rozenbergs; 1 июля 1937, Рига, Латвия — 5 февраля 2017) — советский и латвийский художник, профессор Латвийского университета.

## Биография
В 1956 году окончил Рижскую художественную школу им. Я. Розенталя, в 1962 году — Латвийскую Академию художеств (под руководством профессора Эдуарда Калныня).
Занимался преподавательской деятельностью:
- 1961—1969 гг. — в Рижской школе дизайна и искусства,
- 1964—1980 гг. — в Латвийской Академии художеств,
- с 1980 г. — в Рижском техническом университете (архитектурный факультет) и на факультете педагогики, психологии и искусства Латвийского университета.

С 2007 года — ассоциированный профессор Латвийского университета.

## Творчество
С 1959 года принимал участие в различных выставках. С 1969 года — член Союза художников Латвийской ССР, затем и Латвии. Работы мастера хранятся в коллекциях Третьяковской галереи и музее Ватикана.